# Les Justicières
Les Justicières (Get Even) est une série télévisée britannique en dix épisodes d'environ 27 minutes diffusée depuis le 14 février 2020 sur BBC iPlayer. Dans le reste du monde, elle est disponible depuis le 31 juillet 2020 sur Netflix.
Une série dérivée, Rebel Cheer Squad (en), a été mise en ligne en février 2022.

## Synopsis
Kitty Wei, Bree Deringer, Margot Rivers and Olivia Hayes forment secrètement le GTC (Garde Ton Calme) et dénoncent les différents harceleurs de leur lycée.
Seulement, lorsque l’une de leur cible est retrouvée assassinée, une note où est inscrit GTC dans la main, les quatre filles réalisent que quelqu’un tente de les faire accuser à tort de ce meurtre.

## Distribution

### Acteurs principaux
- Kim Adis (VF : Geneviève Doang) : Kitty Wei
- Mia McKenna-Bruce (VF : Charlotte Campana) : Bree Deringer
- Bethany Antonia (VF : Amelia Ewu) : Margot Rivers
- Jessica Alexander (VF : Anaïs Delva) : Olivia Hayes

### Acteurs secondaires
- Joe Flynn : Ronny Kent
- Chris J Gordon (VF : Marc Maurille) : Donte
- Emily Carey : Mika Cavanaugh
- Kit Clarke (VF : Clément Moreau) : Logan
- Jake Dunn (VF : Garlan Le Martelot) : Christopher Beeman
- Joe Ashman (en) (VF : John Kokou) : Rex Cavanaugh
- Ayumi Spyrides (VF : Flora Kaprielian) : Camilla
- Priya Blackburn : Meera
- Joelle Bromidge (VF : Marion Gress) : Jemima
- Razan Nassar : Amber
- Isaac Rouse : John
- Jack Derges (en) : Coach Creed
- Elaine Tan (en) : Coach Evans
- Danny Griffin : Shane

## Version française
- Société de doublage : Dubbing Brothers
- Direction artistique : Vanina Pradier
- Adaptation des dialogues : Milan Tournier et Claire Impens
- Chargé de projet : Jessica Miles

 Source et légende : version française (VF) sur RS Doublage

## Épisodes
1. Passe à l'action (Get on It)
2. Vas-y à fond (Get in Deep)
3. Ressaisis-toi (Get it Together)
4. Tourne la page (Get Over It)
5. Démène-toi (Get What You Want)
6. Comprends à temps (Get a Clue)
7. Affronte le pire (Get Out of Hand)
8. Traverse l'épreuve (Get Through It)
9. Exprime-toi (Get it Out)
10. Obtiens justice (Get Justice)